# Эрикссон, Антон
Антон Микаэль Эрикссон (швед. Anton Mikael Eriksson; род. 5 марта 2000, Умео) — шведский футболист, защитник клуба «Сундсвалль» и сборной Швеции.

## Клубная карьера
Начинал заниматься футболом в клубе «Эрсмарк». Затем перешёл в «ИФК Умео», где играл за вторую команду в четвёртом дивизионе. В 2016 году перебрался в другую команду города — «Умео», где поначалу выступал за молодёжную команду и команду академии. В мае того же года был переведён в основной состав клуба. 2 июля впервые сыграл в официальном матче в рамках первого дивизиона против «Браге», появившись на поле в стартовом составе. За четыре сезона, проведённых в «Умео», принял участие в 60 матчах и забил семь мячей.
7 января 2020 года подписал контракт с «Сундсваллем». Вместе с клубом по итогам 2021 года занял вторую строчку в Суперэттане и завоевал право выступать в Алльсвенскане. Дебютировал за команду в чемпионате страны 3 апреля 2022 года в игре первого тура с «Сириусом».

## Карьера в сборной
Выступал за юношескую сборную Швеции, в составе которой провёл 10 матчей. 3 июня 2021 года дебютировал за молодёжную сборную в товарищеской игре с Финляндией, заменив на 70-й минуте Айхама Усу.

## Достижения
Сундсвалль:
- Серебряный призёр Суперэттана: 2021

## Клубная статистика
| Выступление      | Выступление      | Выступление      | Лига | Лига | Кубки | Кубки | Конт. кубки | Конт. кубки | Разное | Разное | Итого | Итого |
| Клуб             | Лига             | Сезон            | Игры | Голы | Игры  | Голы  | Игры        | Голы        | Игры   | Голы   | Игры  | Голы  |
| ---------------- | ---------------- | ---------------- | ---- | ---- | ----- | ----- | ----------- | ----------- | ------ | ------ | ----- | ----- |
| Умео             | Дивизион 1       | 2016             | 1    | 0    | 0     | 0     | 0           | 0           | 0      | 0      | 1     | 0     |
| Умео             | Дивизион 1       | 2017             | 4    | 0    | 0     | 0     | 0           | 0           | 0      | 0      | 4     | 0     |
| Умео             | Дивизион 1       | 2018             | 24   | 2    | 0     | 0     | 0           | 0           | 0      | 0      | 24    | 2     |
| Умео             | Дивизион 1       | 2019             | 28   | 5    | 1     | 0     | 0           | 0           | 2      | 0      | 31    | 5     |
| Умео             | Итого            | Итого            | 57   | 7    | 1     | 0     | 0           | 0           | 2      | 0      | 60    | 7     |
| Сундсвалль       | Суперэттан       | 2020             | 27   | 0    | 4     | 0     | 0           | 0           | 0      | 0      | 31    | 0     |
| Сундсвалль       | Суперэттан       | 2021             | 14   | 0    | 3     | 0     | 0           | 0           | 0      | 0      | 17    | 0     |
| Сундсвалль       | Алльсвенскан     | 2022             | 9    | 0    | 3     | 0     | 0           | 0           | 0      | 0      | 12    | 0     |
| Сундсвалль       | Итого            | Итого            | 50   | 0    | 10    | 0     | 0           | 0           | 0      | 0      | 60    | 0     |
| Всего за карьеру | Всего за карьеру | Всего за карьеру | 107  | 7    | 11    | 0     | 1           | 0           | 2      | 0      | 121   | 7     |